# Xanthophenax apicalis
Xanthophenax apicalis là một loài tò vò trong họ Ichneumonidae.